# Baha Buyang jezik
Baha Buyang jezik (ISO 639-3: yha; isto i zapadni buyang, guangnan buyang, buyang zhuang, buyang), tai-kadai jezik, jedniji pedstavnik poskupine zapadnig buyang jezika, šira skupina yang-biao. Priznat je kao poseban jezik 14. 1. 2008. podjelom bivšeg jezika buyang [byu].
Govori ga oko 600 ljudi (2007) u kineskoj provinciji Yunnan u selima Yanglian (distrikt Dixu) i Anshe (distrikt Bada). Ima tri dijalekta: yalang, ecun i langjia.

## Vanjske poveznice
- The Buyang, Baha Language